# Chordeuma sylvestre
Chordeuma sylvestre ist eine überwiegend in Mitteleuropa verbreitete Art der zu den Doppelfüßern gehörenden Samenfüßer.

## Merkmale
Die Körperlänge beträgt 13–18 mm, die Körperbreite 1,2–1,8 mm. Der Körper besteht aus 30 Segmenten und ist gelblichweiß bis rostbräunlich gefärbt, mit schwach hell marmorierten Flanken. Die 26 bis 28 schwarzbraunen Ocellen sind schwarzbraun und in einem Dreieck angeordnet. Die Antennen sind lang und dünn. Auf der Stirn und dem Scheitel befinden sich kurze Borsten. Das Collum (Kopfschild) ist klein und halbmondförmig. Die Jugendstadien zeigen stark ausgeprägte Knötchen an den letzten 6 Segmenten. Dadurch, dass der Kopf und die Antennen dunkler sind als der Körper, lässt sich die Art von den sehr ähnlichen Arten Mycogona germanica und Orthochordeumella pallida unterscheiden.

## Verbreitung und Lebensraum
Die Art bewohnt Teile Europas. Dazu zählen Großbritannien, Frankreich, der Norden Italiens, die Schweiz, Belgien, Luxemburg, die Niederlande, Deutschland, Österreich, Tschechien und Ungarn. In Deutschland ist die Art in weiten Teilen verbreitet, aber vor allem aus dem Südwesten bis Westen und dem Osten Mitteldeutschlands bekannt. In Norddeutschland ist die Art nur in ganz wenigen Gebieten zu finden. Der Verbreitungsschwerpunkt der Art liegt in den Mittelgebirgen. Die Art scheint sich Richtung Osten weiter auszubreiten. Sie ist mäßig häufig in ihrem Verbreitungsgebiet, gehört aber zu den weniger oft gefundenen Doppelfüßern Deutschlands.
Der Lebensraum der Art sind kühle, feuchte Edellaubwälder, seltener Gebüschformationen und Moore. Sie wird auch häufig in Buchenwäldern gefunden. Die Art ist stenök, hygrophil und kalkliebend und findet sich in Deutschland nicht unter 200 m Höhe.

## Lebensweise
Geschlechtsreife Tiere treten vom Herbst bis zum Frühjahr auf. Die Art kann ein Jahr alt werden. Als Nahrung dienen vor allem Laubstreu und Moos. Am 17. Segment besitzen die Männchen auf der Mitte des Rückens einen Drüsenausgang, durch welchen während der Paarungszeit Pheromone abgegeben werden, welche anlockend auf die Weibchen wirken.

## Taxonomie
Es gibt mehrere Synonyme und Falschschreibungen der Art. Dazu gehören Chordeuma silvestri C.L.Koch, 1847, Chordeuma silvestris C.L.Koch, 1847, Lysiopetalum seriale Berlese, 1882 und Chordeuma silvestre f. primordiale Verhoeff, 1927.